# Fox (Montana)
Fox è un'area non incorporata degli Stati Uniti d'America, nello stato del Montana, nella Contea di Carbon. Fox è disabitata.